# Babbo Natale non viene da Nord
Babbo Natale non viene da Nord è un film commedia del 2015, diretto da Maurizio Casagrande.

## Trama
(India nel film)
Marcello è un prestigiatore, bravo con le carte ma superficiale e bugiardo, che ha una figlia, India, cantante di talento, ma troppo somigliante alla cantante Annalisa, con la quale viene spesso scambiata. India per risolvere il suo difficile rapporto con gli uomini, decide di passare il Natale col padre. 
Marcello, dopo aver avuto problemi al lavoro, accetta l'incarico dal suo manager di consegnare regali vestito da Babbo Natale a Salerno, ma facendolo, cade, batte la testa e perde la memoria. Viene soccorso da Padre Tommaso e dai bambini che vivono con lui. Non ricorda nulla, e vestito in quel modo, lo chiamano Babbo Natale.
Nel frattempo India, rimasta a casa e non vedendo tornare il papà, delusa e arrabbiata, si mette subito sulle sue tracce, accompagnata da Gerardo, cialtrone e incapace manager di Marcello. Tra mille equivoci e situazioni divertenti con volti a noi noti, padre e figlia, dopo aver sconfitto la bella ma perfida Alice (affarista, proprietaria di un famoso locale), ritroveranno molto più che loro stessi.

## Produzione
L'idea della produzione del film nasce nella mente di Maurizio Casagrande dopo aver visitato Salerno durante il periodo delle Luci d'artista. Il film è stato presentato il 29 ottobre 2014 a Salerno e il 21 luglio 2015 al Giffoni Film Festival.

### Riprese
Le riprese sono iniziate il 19 gennaio 2015 a Salerno. Sono durate in tutto cinque settimane.

### Cast
Del cast fanno parte lo stesso Maurizio Casagrande, la cantante Annalisa Scarrone, nella sua prima esperienza da attrice, Giampaolo Morelli, Angelo Orlando, il comico di Zelig Chicco Paglionico, Tiziana De Giacomo. Compaiono, in un cameo, Nino Frassica, Maria Grazia Cucinotta, I Ditelo voi, Eva Grimaldi, Milena Miconi, il comico di Colorado Michele Caputo e Antonio Casagrande. Ad inizio dicembre 2014 si sono tenuti a Salerno i casting per ruoli minori.

## Distribuzione
Il film è uscito nei cinema italiani il 26 novembre 2015, prodotto da Italian Dreams Factory e distribuito da Draka Distribution.
L'uscita del DVD è avvenuta il 30 novembre 2016.

## Accoglienza
Distribuito in 64 sale, il film ha incassato 200 323 €.